# Vlag van Heemstede

Vlag van de gemeente Heemstede

De vlag van Heemstede is sinds 26 augustus 1982 de gemeentelijke vlag van de Noord-Hollandse gemeente Heemstede. Deze vlag was al in 1925 ontworpen, maar niet eerder officieel vastgesteld. De vlag bestaat uit vier horizontale banen van gelijke hoogte in de kleuren geel-rood-geel-rood. De kleuren zijn afkomstig van het gemeentewapen. 

## Verwante afbeeldingen

Wapen van Heemstede

Aalsmeer · Alkmaar · Amstelveen · Amsterdam · Bergen · Beverwijk · Blaricum · Bloemendaal · Castricum · Den Helder · Diemen · Dijk en Waard · Drechterland · Edam-Volendam · Enkhuizen · Gooise Meren · Haarlem · Haarlemmermeer · Heemskerk · Heemstede · Heiloo · Hilversum · Hollands Kroon · Hoorn · Huizen · Koggenland · Landsmeer · Laren · Medemblik · Oostzaan · Opmeer · Ouder-Amstel · Purmerend · Schagen · Stede Broec · Texel · Uitgeest · Uithoorn · Velsen · Waterland · Wijdemeren · Wormerland · Zaanstad · Zandvoort